# Росія у 1839 році
Росія у 1839 році (фр. La Russie en 1839) — книга французького письменника та дипломата маркіза Астольфа де Кюстіна. Написана у 1840—1842 роках на основі подорожніх нотаток у вигляді 20 листів, які він надсилав своїм вигаданим друзям, під час свого перебування у Російській імперії з червня по вересень 1839 року. Книга була видана у 1843 році в Парижі, та стала справжнім бестселером — її було розкуплено за 8 тижнів. Цього ж року книга була перекладена та видана в Німеччині та Англії. Перше видання вийшло у чотирьох томах та вміщувало 1,200 сторінок. З 1843 по 1855 рік у світі було продано більш як 200 тис. екземплярів. У Франції було ще три рази перевидано книгу, останній раз у 1946 році.
Українською мовою книгу було вперше видано у 1958 році в скороченому варіанті під назвою «Правда про Росію» у перекладі О. Мерчанського. 2009 року була перевидана в Україні.